# Fosforescència

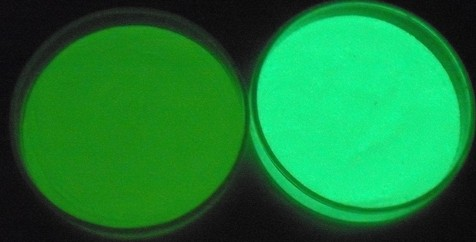
Pigments fosforescents en la foscor

La fosforescència és el fenomen en el qual certes substàncies tenen la propietat d'absorbir energia i emmagatzemar-la, per emetre-la posteriorment en forma de llum. El mecanisme físic que regeix aquest comportament és el mateix que per a la fluorescència; no obstant això, la principal diferència amb aquesta és que hi ha un retard temporal entre l'absorció i la reemissió dels fotons d'energia. El retard pot durar des de menys d'un segon a diversos dies.
En la fosforescència, les substàncies continuen emetent llum durant un temps molt més perllongat, encara després del tall de l'estímul que la provoca, ja que l'energia absorbida s'allibera lentament (fins i tot moltes hores després) i contínua. Aquest fenomen és aprofitat en aplicacions tals com la pintura de les busques dels rellotges, o en determinades joguines que s'il·luminen en la foscor. Igual que en el cas de la fluorescència, existeixen certs minerals que també tenen propietats fosforescents.
Aquests són minerals molt estranys i rars de trobar, però molt espectaculars, ja que tenir fosforescència implica que també tenen fluorescència. La seva luminescència ve donada, en general, per la presència de ions d'elements de les terres rares en la seva estructura. Cal destacar-ne, per exemple, la wil·lemita, la fosforescència de la qual és verda i ve donada per la presència d'arsènic en la seva estructura. La presència d'arsènic és molt petita i això fa que es consideri com una impuresa. No obstant això, no totes les wil·lemites tenen fosforescència, depenent si la zona de formació és rica en arsènic o no.